# Fritz Hippler
Fritz Hippler, né le 17 août 1909 à Berlin et mort le 22 mai 2002 à Berchtesgaden, est un réalisateur allemand. Il réalise en 1939-1940 le documentaire de propagande antisémite Der ewige Jude (Le Juif éternel).

## Biographie
Fritz Hippler rejoint la SA en 1926 puis adhère au parti nazi en 1927. Il étudie le droit à Heidelberg et à Berlin. Il devient membre des associations étudiantes Landsmannschaft Teutonia Heidelberg (de) et Landsmannschaft Arminia Berlin. Il dirige en 1933 la section berlinoise de la Nationalsozialistischer Deutscher Studentenbund (mouvement des étudiants allemands nationaux-socialistes). En 1934 docteur en sciences politiques il donne des conférences à l'université de sciences politiques à Berlin. À partir de 1936 il intègre le ministère du Reich à l'Éducation du peuple et à la Propagande et y apprend aux côtés de Hans Weidemann la création de documentaires et de bandes d'actualités. Il est promu SS-Hauptsturmführer en 1938 et, en août 1939, il prend la tête du département cinématographique du ministère. Sur décision de Goebbels en septembre 1939, il tourne le 11 octobre 1939 à Łódź les premières prises de vue du Der ewige Jude. Le film est présenté en novembre 1940 à Berlin. Hippler reçoit de Hitler une récompense de 60 000 Reichsmark pour services rendus au Reich.
En 1942 il publie un livre théorique sur le cinéma Betrachtungen zum filmschaffen préfacé par l'acteur Emil Jannings. En 1943, il reçoit le grade d'Obersturmbannführer. Il entre en conflit avec Joseph Goebbels et, en juin 1943, celui-ci le démet de ses fonctions de chef de service. Hippler est envoyé dans un bataillon d'infanterie de réserve puis il est caméraman de guerre pour les actualités. Il se maria en 1943 avec Charlotte Tiedeman-Klein artiste lyrique (qui deviendra plus tard duchesse de Ségovie, par son remariage avec le fils du roi Alphonse XIII, Jacques-Henri de Bourbon). Fait prisonnier de guerre en 1945 il est emprisonné dans un camp de rééducation pendant trois ans. En 1948 il est jugé par un tribunal allemand de dénazification, reconnu coupable de crimes de guerre et est condamné à deux ans de prison. Il entame dans les années 1950 une carrière de traducteur dans l'armée américaine.
Il apparaît en 1988 dans un documentaire anglais sur Goebbels Eye of the Dictator.

## Filmographie
- 1938 : Wort und Tat
- 1939 : The western hall
- 1940 : La Campagne de Pologne (en)
- 1940 : Der ewige Jude
- 1941 : Victory in the west (producteur)
- 1943 : Juden in Dombrova
- 1944 : Orient-Express